# Brudertreue am Main
Die Loge Brudertreue am Main ist eine Freimaurerloge in Schweinfurt. Sie gehört der Großloge der Alten Freien und Angenommenen Maurer von Deutschland an.

## Aktivitäten
- Vortragsabende mit Diskussion über Kultur, Philosophie, Ethik, Geschichte, Religionen, Psychologie, Umwelt, Natur usw.
- Einladung und Förderung von Künstlern
- Soziale Hilfeleistungen z. B. für bedürftige Mitmenschen, Frauen in Not, humanitäre Organisationen.
- Kulturelle Veranstaltungen (u. a. Brauchtum, Geselligkeit, Klassik, Autorenlesungen, Moderne, Theater)
- Freimaurerische Arbeit

## Geschichte
- 1868: Gründung
- 1933: Zwangsauflösung der Loge und Verbot freimaurerischer Tätigkeit durch die Nazis mit Löschung aus dem Vereinsregister.
- 1948: Wiederbegründung der Loge „Brudertreue am Main“ mit neuem Eintrag ins Vereinsregister (VR193) am 5. August. Sie ist die erste deutsche Loge, die nach dem Zweiten Weltkrieg die freimaurerische Arbeit wieder aufnimmt.
- 1958: Theodor Vogel, Meister vom Stuhl der Schweinfurter Loge, gelingt der Zusammenschluss aller westdeutschen Freimaurerlogen unter dem Dach der Vereinigten Großlogen von Deutschland – VGLvD, Bruderschaft der Freimaurer, Berlin.
- 1993: Mitglieder der Schweinfurter Loge gründen die Loge „Georg Liberalitas“ in Meiningen/Thüringen.